# Dendrobium vanleeuwenii
Dendrobium vanleeuwenii är en orkidéart som beskrevs av Johannes Jacobus Smith. Dendrobium vanleeuwenii ingår i släktet Dendrobium, och familjen orkidéer. Inga underarter finns listade i Catalogue of Life.